# Torulisquama
Torulisquama is een geslacht van vlinders uit de familie van de grasmotten (Crambidae). De wetenschappelijke naam van het geslacht is voor het eerst geldig gepubliceerd in 2010 door Dan-Dan Zhang & Hou-Hun Li.
De typesoort van het geslacht is Sinibotys obliquilinealis Inoue, 1982

## Soorten
- Torulisquama ceratophora
- Torulisquama obliquilinealis
- Torulisquama ovata